# Фабийонишкес

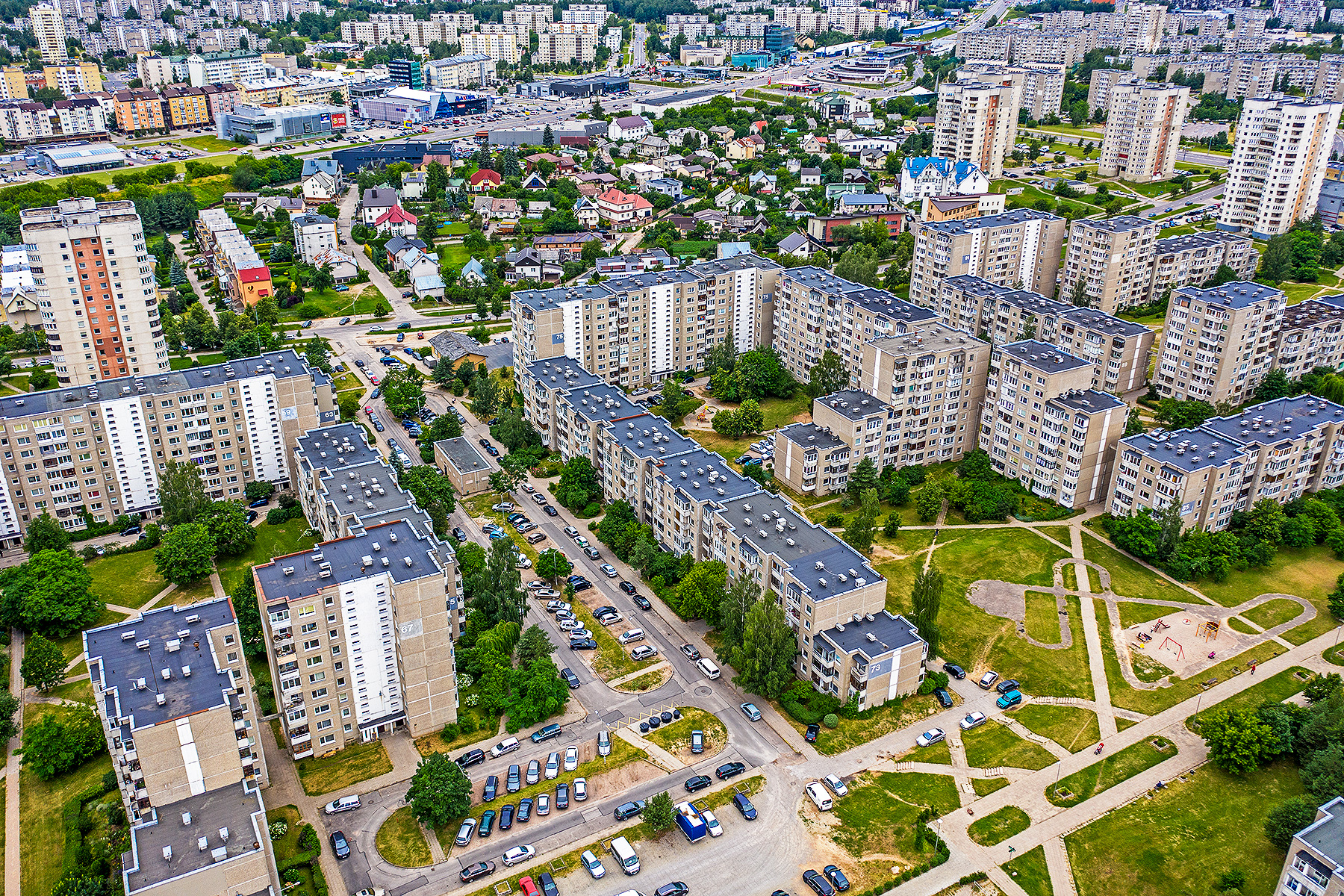
Фабийонишкес

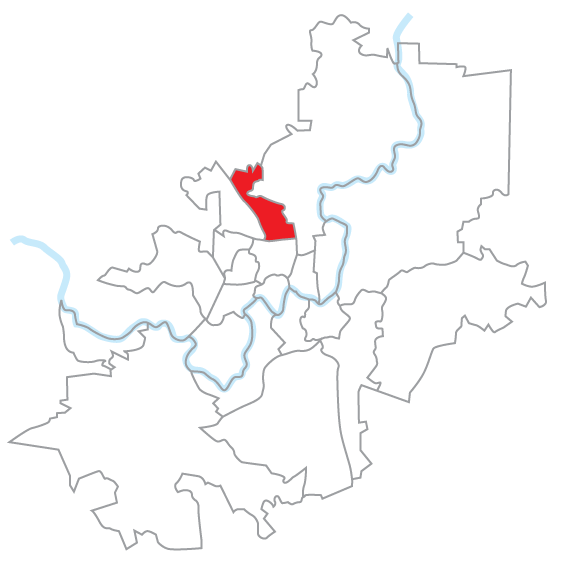
Фабиёнишкское староство

Фабийонишкес или Фабиёнишкес (лит. Fabijoniškės) — один из районов Вильнюса, расположенный в северо-западной части города, на его окраине, у магистрали Вильнюс — Паневежис. Образует староство (сянюнию; Fabijoniškių seniūnija), учреждённое в 1991 году.

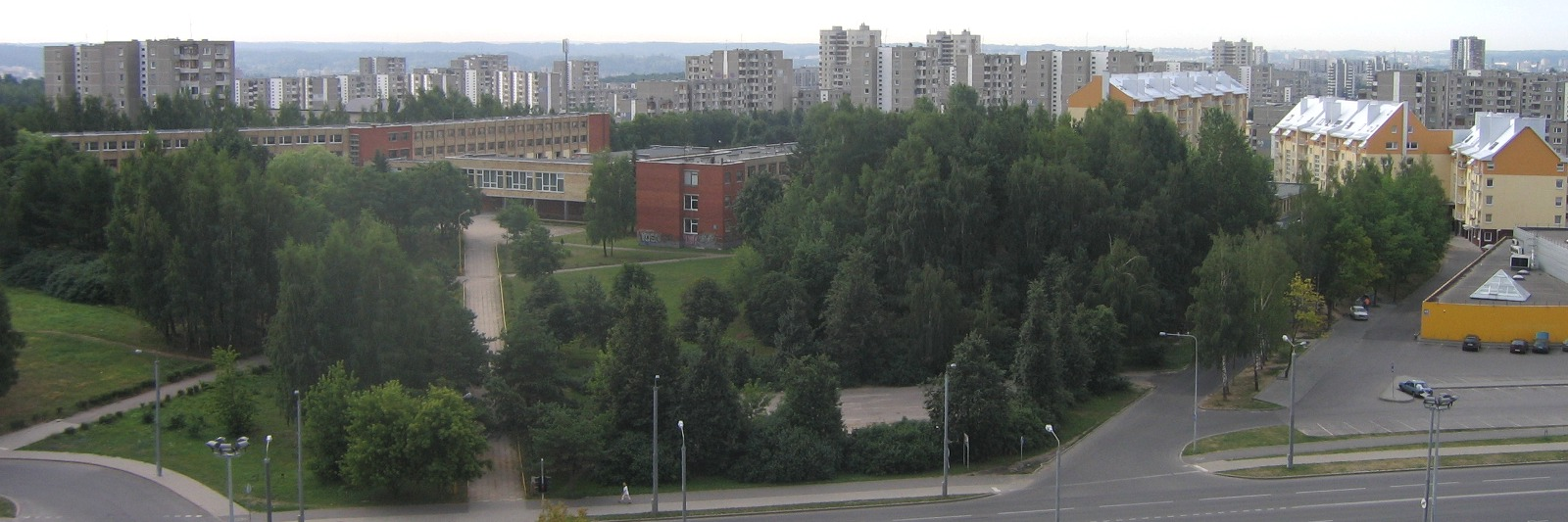
Панорама Фабийонишкес

Район относится к «спальным». Его застройка началась в 1986 году на месте деревни Фабийонишкес. Позднее к району были присоединены территория деревни Байорай, а также ещё нескольких деревень.
На севере граничит с Вильнюсским районом, на юге — с районом Шешкине, на западе — с Пашилайчяй, в восточном направлении — с районом Вяркяй. Площадь староства составляет 4,1 км2, в нём проживает около 40 тысяч жителей. 
Имеется Центр образования слепых и слабовидящих Литвы — специализированное учебное заведение типа гимназии, две гимназии, основная школа, прогимназия, начальная школа, строительное училище, пять ясель-детских садов. 
В 2018 году в мини-сериале «Чернобыль» от HBO в Фабийонишкес полностью были отсняты все сцены действия в городе Припять.

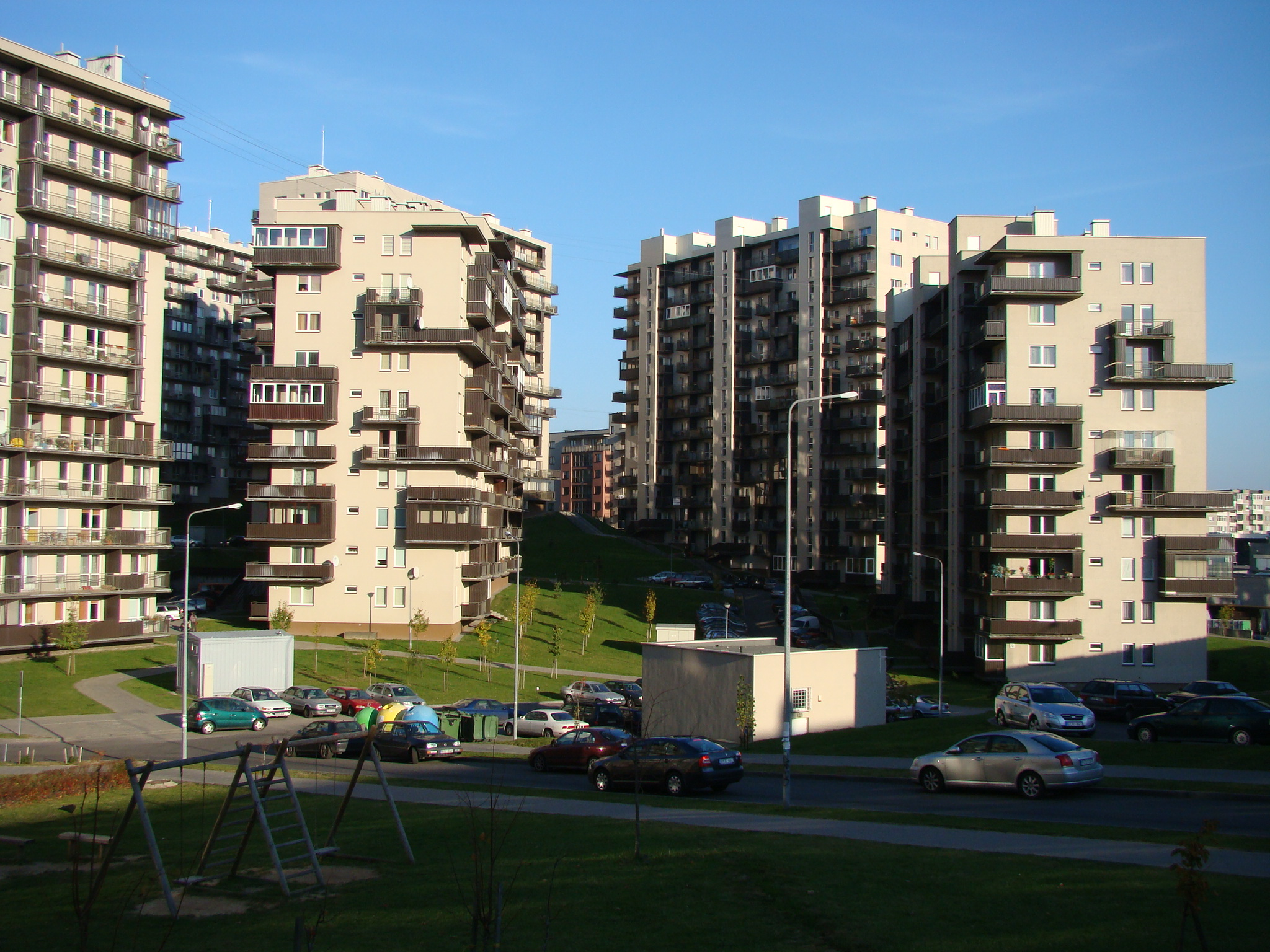
Новый квартал Фабийонишкес (2003—2007)
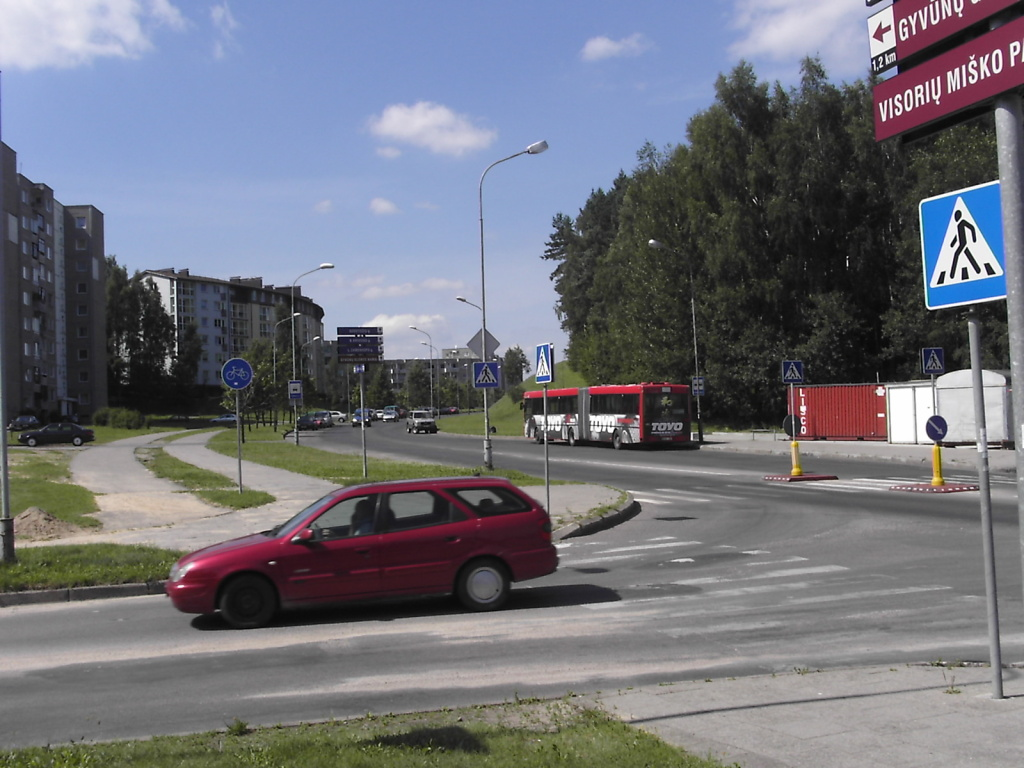
Фабийонишкес. Улица Л. Гирос
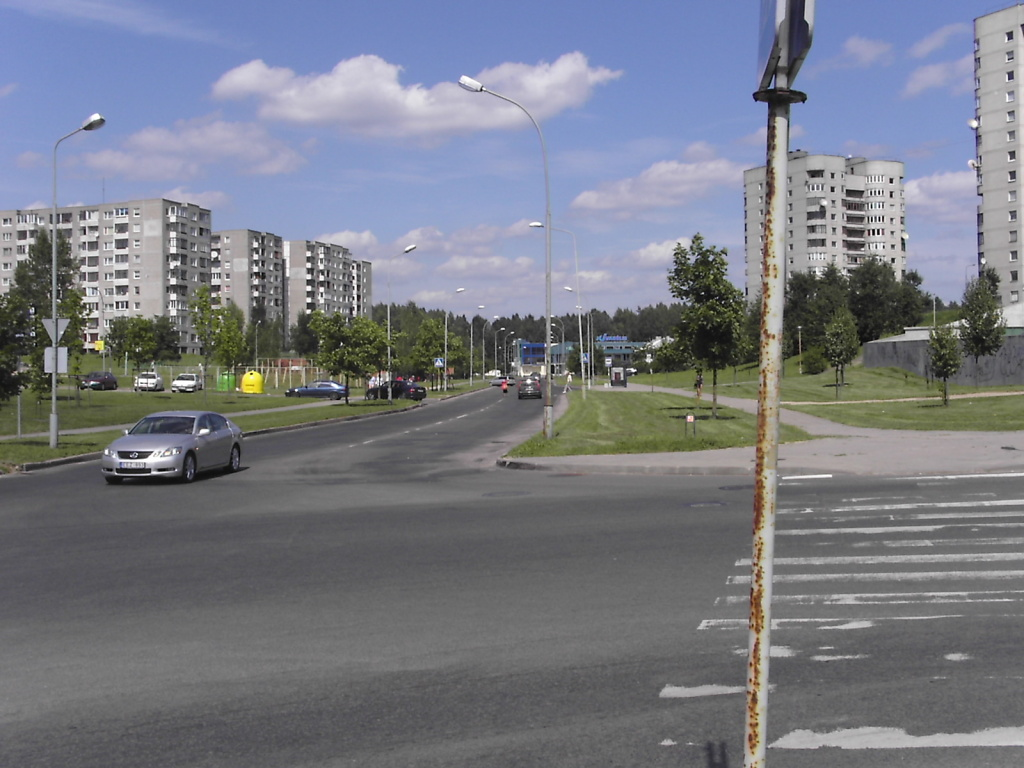
Фабийонишкес. Улица П. Жадейкос
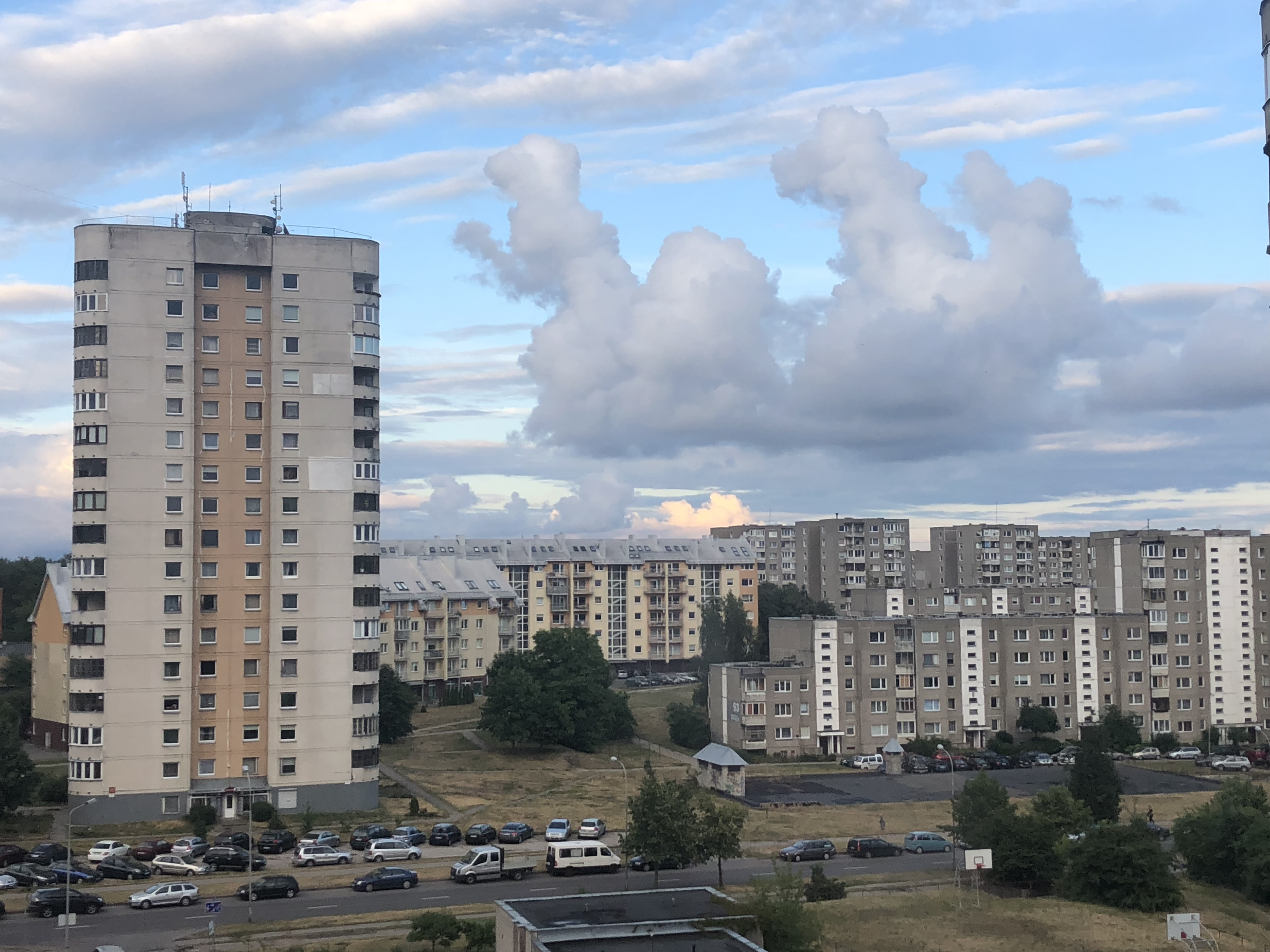
Фабийонишкес. Улица Фабийонишкю